# Żabin (województwo warmińsko-mazurskie)
Żabin (niem. Klein Szabienen) – wieś sołecka w Polsce położona w województwie warmińsko-mazurskim, w powiecie gołdapskim, w gminie Banie Mazurskie.
W latach 1975–1998 miejscowość należała administracyjnie do województwa suwalskiego.
Znajdują się tutaj dwa cmentarze z I wojny światowej (rosyjski i niemiecki).

## Nazwa
Podczas akcji germanizacyjnej nazw miejscowych i fizjograficznych utrwalona historycznie nazwa niemiecka Klein Szabienen została przez administrację nazistowską zmieniona w Klein Schabienen (1936) a następnie w Kleinlautersee (1938–1945).

## Zabytki
- Kościół późnogotycki z pocz. XVI w., odbudowany w 1672 po najeździe tatarskim, w poł. XIX w. powiększony. Posiada niską wieżę i nieproporcjonalnie długi korpus. Kolebka nawy głównej podtrzymywana przez pseudohelleńskie kolumny, wystrój stylizowany na neobarokowy i neogotycki[4].